# الکساندر کازاکویچ
الکساندر کازاکویچ ورزشکار مرد رشتهٔ کشتی فرنگی متولد ۱۲ ژوئن ۱۹۸۶ در کشور لیتوانی است. از افتخارات وی میتوان به کسب مدال برنز وزن ۷۴ کیلوگرم فرنگی المپیک ۲۰۱۲ لندن اشاره کرد.
وی سابقه حضور در المپیک ۲۰۰۰۸ پکن را نیز دارد.